# 新鐵金剛之金眼睛
《黃金眼》于1995年上映，是第17部占士·邦系列影片，也是由皮尔斯·布鲁斯南出演邦德的首部007电影。与前面的007电影不同的是，该影片并非改编自小说家伊恩·弗莱明的小说。影片中，邦德成功制止了一个欲使用间谍卫星袭击伦敦，从而引发世界经济危机的大阴谋。
该片上映于1995年，在上任邦德演员提摩西·達頓退休6年后，皮尔斯·布鲁斯南接替他成为新的邦德人选。该片也是苏联解体及冷战结束后的第一部007影片。

## 劇情
九年前（1986年），詹姆士·龐德（007）和同伴亞歷克（006）潛入蘇聯化武工廠，進去時卻發現工廠內空無一人，便在瓦斯桶內裝上定時炸彈，不過才剛剛裝上，警報器就被觸發並引來一群守兵攻擊，亞歷克失手被乌鲁莫夫 (Ourumov) 抓住，乌鲁莫夫則藉此威脅詹姆士，詹姆士在把炸彈由原先設定之六分鐘調為三分鐘後舉手投降，但乌鲁莫夫仍把亞歷克「槍殺」，詹姆士只好迅速躲回瓦斯桶後，仰仗蘇聯士兵投鼠忌器，擔心開槍會引發瓦斯桶爆炸，因此得以瓦斯桶推車作掩護，緩步移向運輸帶後逃脫，並藉機射開大型瓦斯桶櫥櫃的鐵欄，引起化武工廠大亂，並在危急關頭乘機車追飛機逃生。
九年後（1995年），詹姆士留意到在摩納哥的軍事展覽的虎式直升機被乌鲁莫夫和名為岳納托（Xenia Onatopp）的女子偷走，而龐德發覺北俄的Severnaya一處的雷達站有被失竊的虎式直升機的停留痕跡，該處雷達站是蘇聯研製的攻擊性衛星 黃金眼(非核電磁脈衝彈)的控制基地，但經費不足。正當MI6眾人議論紛紛的時候螢幕卻發生故障，原來已經晉升做將軍的烏魯莫夫聯同岳納托先偷取能躲避電磁波的虎式直升機，然後借演習偷取黃金眼的光碟和鑰匙，把其中一顆黃金眼Petya炸毀Severnaya雷達站以毀屍滅跡，最後用能躲避電磁波的虎式直升機逃脫。詹姆士認為事件並非意外，並同名叫亞努幫（Janus）的軍火集團有關，加上發現有生還者存活，所以M命令詹姆士調查事件。
而另一邊Ourumov會承諾「調查」事件，但從上司口中得知有兩名生還者，乌鲁莫夫只知其中一名為波里斯（Boris）的電腦程式員，決定全面搜查另一名生還者以滅口。而詹姆士從一名中情局的人員傑克（Jack Wade）的口中得知亞努幫的對手為前KGB人員祖科夫斯基 (Zukovsky)，祖科夫斯基的右腳其實是被詹姆士打跛的。另外雷達站的生還者西蒙諾娃（Natalya Simonova）因不知波里斯已投靠烏魯莫夫等人而嘗試跟波里斯聯絡和見面，結果被岳納托抓住。而祖科夫斯基因詹姆士打跛他的右腳而令他被迫退休並連累他經營一間生意極差的酒巴，所以對詹姆士恨之入骨。而詹姆士沒辦法下只好向祖科夫斯基求救。祖科夫斯基折騰完詹姆士後詹姆士向祖科夫斯基做交易，用錢交換跟亞努見面的機會。然而來到的是岳納托，岳納托想用變態的方法殺死詹姆士但不成功反被詹姆士要脅要見亞努。岳納托只好照詹姆士的命令去做。而詹姆士看見的人竟然是九年前被殺害的英國特工亞歷克，原來亞歷克是哥薩克人，其父母和同胞曾在二次大戰時參與抵抗蘇共運動，原本想投靠英國，不料英國卻把他們送返史達林，亞歷克的父母雖然成功逃脫，但因不想受辱而自殺，而MI6以為亞歷克不知情，便把亞歷克收入局內，所以亞歷克決定要借時機成熟向英國報復。正當詹姆士想殺死亞歷克時卻遭亞歷克的手下暗算。醒來時卻發覺自己坐在虎式直升機上，而後面是雷達站的生還者西蒙諾娃，原來亞歷克想把「罪證」虎式直升機毀滅，並順道把詹姆士和西蒙諾娃殺死，但詹姆士和西蒙諾娃用彈射座椅逃脫。正想逃走時卻被俄國國防部長 Mishkin帶走並審問兩人。詹姆士趁機向西蒙諾娃解釋自己是英國政府人員，是幫助西蒙諾娃的。正當二人互相了解時米甚金 (Mishkin) 卻來到審問兩人，而烏魯莫夫因害怕東窗事發而殺死Mishkin並脅持西蒙諾娃。詹姆士為救西蒙諾娃而不惜坐上T-55，引起聖彼得堡街頭交通混亂，一路追到亞歷克的火車，用炮彈迫使火車停下，詹姆士原本有機會殺死亞歷克，但詹姆士卻選擇救西蒙諾娃並殺死烏魯莫夫而被困於外殼有一英吋厚鋼板的火車內，而亞歷克和岳納托則乘坐直昇機逃走，並把火車內的炸彈設為三分鐘（模仿詹姆士九年前把炸彈設為三分鐘），詹姆士用歐米茄手錶內的激光割開鋼板，而西蒙諾娃則把握時間用火車上的電腦調查亞歷克的基地。最終能在炸彈爆炸前逃脫。
詹姆士和西蒙諾娃乘坐BMW Z3來到古巴後傑克給詹姆士借來的美國緝毒局的飛機，誰知翌日乘飛機到上空視察時卻被擊落。岳納托趁機從直昇機游繩而下突襲詹姆士，詹姆士急中生智用岳納托背後的AKS-74擊落直昇機而令岳納托拖到樹椏上夾死。隨後到達湖邊卻發現原來控制黃金眼的天線塔被藏於湖底。詹姆士在潛入基地途中被發現，在裝炸彈時失手被擒。原來亞歷克偷黃金眼的原因是先用電腦入侵銀行系統，提款過後再用黃金眼的電磁波來破壞銀行（事實上是整個倫敦），毀屍滅跡。而西蒙諾娃趁被抓前用基地的電腦將衛星返回大西洋上空（如衛星逗留太久會燃燒並爆炸），而亞歷克雖然用詹姆士的手錶把炸彈關掉（亞歷克曾當MI6的特務，對所有武器和機關都十分熟悉）但詹姆士事先把化學桶內的易燃液體放出，然後利用電腦程式員波里斯的習慣（喜愛用右手轉筆和按筆頭），趁波里斯將Q先生手榴彈鋼筆按三下，詹姆士即時將手榴彈鋼筆撥到易燃液體，成功引起爆炸並引起基地大亂。隨後詹姆士和西蒙諾娃跑到天線上，破壞天線，而西蒙諾娃則偷上直昇機內。亞歷克和詹姆士引起槍戰，隨後詹姆士逃跑到天線內端,用鐵枝卡住天線塔機械卡住，使天線無法運作。亞歷克和詹姆士在天線內端打鬥。而亞歷克正當要槍殺詹姆士時詹姆士把天線的樓梯踢開而滑到天線底端。而原本處於下風的詹姆士因亞歷克看見自己叫來的直昇機被西蒙諾娃脅持而分心（詹姆士給西蒙諾娃一枝槍），被詹姆士來一個反擊，詹姆士用手拉着亞歷克的腿，亞歷克問詹姆士「為了英國？ 」（For England，James？），而詹姆士回答「不，為了我」（No，For Me.）。便把雙手鬆開使亞歷克墮下。而黃金眼因逗留大氣層太久而爆炸，亞歷克則被機件過熱而爆炸的天線塔壓死，僥倖逃過一劫的波里斯得意大喊『我所向無敵』（Yes！I am invincible！），但他下一秒便被基地爆炸釋出的液態氮瞬間凍死。而詹姆士則順利跳上直昇機逃生，完成任務。而最後兩人正當親吻時被傑克和一群海軍陸戰隊破壞好事，只好乘坐直昇機離去。

## 演員
| 演員中譯          | 演員              | 角色中譯       | 角色                            |
| ----------------- | ----------------- | -------------- | ------------------------------- |
| 皮雅斯·布士南     | Pierce Brosnan    | 占士·邦        | James Bond                      |
| 依莎貝拉·絲科魯波 | Izabella Scorupco | 西蒙諾娃       | Natalya Simonova                |
| 西恩·賓           | Sean Bean         | 亞歷克         | Alec Trevelyan                  |
| 芳姬·詹森         | Famke Janssen     | 珊妮亞岳納托   | Xenia Onatopp                   |
| 喬·唐·貝克        | Joe Don Baker     | 傑克           | Jack Wade                       |
| 茱蒂·丹契         | Judi Dench        | M              | M                               |
|                   | Gottfried John    | 乌鲁莫夫將軍   | General Ourumov                 |
| 羅比·科特瑞恩     | Robbie Coltrane   | 祖科夫斯基     | Valentin Dmitrovich Zukovsky    |
| 艾伦·卡明         | Alan Cumming      | 波里斯         | Boris Grishenko                 |
|                   | Tchéky Karyo      | 米甚金國防部長 | Defense Minister Dmitri Mishkin |
| 戴斯蒙·李維林     | Desmond Llewelyn  | Q              | Q                               |
| 萨曼莎·邦         | Samantha Bond     |                | Miss Moneypenny                 |

## 拍摄
影片的主要场景开始拍摄于1995年1月16日，并持续了数月之久。片组先后在英国赫特福德郡、摩纳哥蒙特卡洛、俄罗斯的圣彼得堡、波多黎各及伦敦等地拍摄。

## 上映
1995年11月13日，影片首先在纽约上映，并于11月17日在全美上映。1995年11月22日，该片在英国首映，查尔斯王子出席首映式。随后，该片在31个国家和地区上映，並有三种片名。

### 票房
该片北美首周票房为2600万美元，全球票房为3.52亿美元。

### 評價
爛番茄根據82條評論，持有79%的新鮮度，平均得分7.1／10，觀眾投票獲得83%的分數，平均得分為4／5。在Metacritic上，電影獲得65分。

## 音樂
| 歌名                   | 歌手        | 曲名      | 註     |
| ---------------------- | ----------- | --------- | ------ |
| GoldenEye              | 蒂娜·透纳   | GoldenEye | 主題曲 |
| The Experience Of Love | 艾瑞克·塞拉 | GoldenEye | 片尾曲 |

同年，EMI推出原聲帶專輯（GoldenEye (soundtrack)），內含蒂娜·透纳主唱的主題曲「GoldenEye」、艾瑞克·塞拉主唱的片尾曲「The Experience Of Love」和十四首配樂。
電影音樂由盧·貝松長期合作夥伴艾瑞克·塞拉（Éric Serra）擔綱。

## 遊戲
1997年，Rare和任天堂正式推出以N64為平台的三維第一人稱射擊遊戲《黄金眼007》。

## 外部連結
- MGM's official GoldenEye website （页面存档备份，存于）
- 互联网电影数据库（IMDb）上《新鐵金剛之金眼睛》的资料（英文）
- AllMovie上《新鐵金剛之金眼睛》的资料（英文）
- 爛番茄上《新鐵金剛之金眼睛》的資料（英文）
- Box Office Mojo上《新鐵金剛之金眼睛》的資料（英文）
- Metacritic上《新鐵金剛之金眼睛》的資料（英文）
- 開眼電影網上《新鐵金剛之金眼睛》的資料（繁體中文）
- 豆瓣电影上《新鐵金剛之金眼睛》的資料 （简体中文）
- 时光网上《新鐵金剛之金眼睛》的資料（简体中文）